# Debby & Nancy's happy hour
Debby & Nancy's happy hour was een amusementsprogramma dat van 2007 tot 2008 op zondagavond werd uitgezonden op de Vlaamse zender Eén.

## Concept
Het programma werd gepresenteerd door Peter Van den Begin en Stany Crets die zich verkleed hadden als de vrouwen Debby & Nancy. Elke week gaven Van den Begin als Debby, en Crets als Nancy tal van prijzen weg en lieten zij de droom van andere deelnemers uitkomen, alles met het oog op "het rondstrooien van geluk". Uit de hun toegestuurde e-mails namen ze er een paar uit om die mensen gelukkig te maken. Het programma had dezelfde inslag als Mooi! Weer De Leeuw in Nederland en het programma van Dame Edna.
Bij de vaste programmaonderdelen hoorde onder meer de publieksprijs. Uit het publiek werden twee deelnemers gezocht die bijvoorbeeld op dezelfde dag als de bekende gast verjaarden. De eerste twee personen die bij Debby & Nancy kwamen staan, speelden dan het publieksspel. Daarbij moesten ze een opdracht uitvoeren. De winnaar kreeg de keuze uit twee prijzen, de verliezer kreeg een Gouden Ticket. Met dat Gouden Ticket kon men kans maken op een bijzondere prijs in de laatste aflevering.
Wekelijks was er ook een muziekgroep die op het einde hun nummer brengen, bekenden of onbekenden. In elke aflevering zaten er ook een paar BV's waaraan ze enkele vragen stelden, of die meehielpen een kijkersdroom te realiseren.
Het programma haalde in Vlaanderen gemiddeld anderhalf miljoen kijkers en was daarmee in 2007 het op vijf na meest bekeken programma dat jaar.

## Singles
- "Ik ben graag bij Debby & Nancy (Doe de struisvogel)"
- "Nog één sneeuwvlok" (samen met Wendy Van Wanten)